# Alexander Girardi
Alexander Girardi (5 de diciembre de 1850 – 20 de abril de 1918) fue un actor y tenor de operetas de nacionalidad austriaca.

## Biografía
Nacido en Graz, Austria, su padre era el cerrajero Andreas Girardi un emigrante procedente de Cortina d'Ampezzo. Tras la temprana muerte de su padre, Alexander Girardi fue criado por su padrastro, que le puso a trabajar como aprendiz de cerrajero. Contra los deseos de su padrastro, entró a formar parte de la compañía teatral de aficionados Die Tonhalle, donde se descubrió su talento para la actuación, y que le valió su ingreso en el Strampfer-Theater de Viena.
En 1874 Girardi pasó al Theater an der Wien, donde trabajó durante 22 años. En 1896/97 actuó en el Carltheater, y después permaneció otros dos años en el Volkstheater de Viena. También actuó como artista invitado en otros importantes teatros de Viena y viajó en gira por Alemania (Berlín, Hamburgo, Dresde).

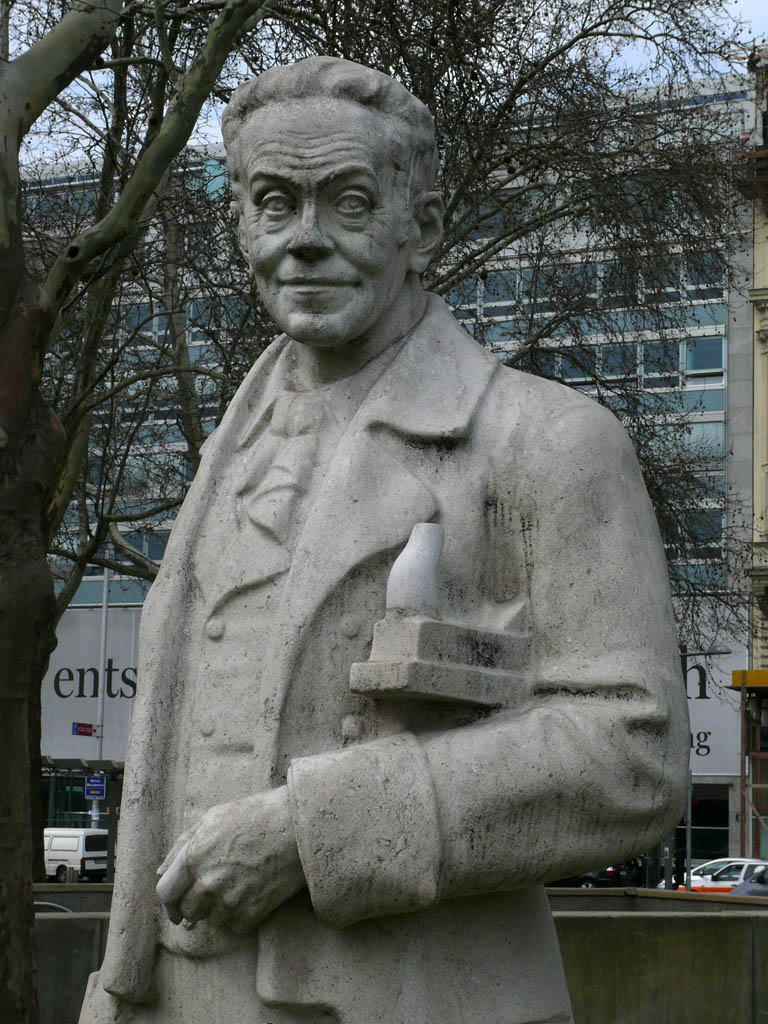
Monumento a Girardi en la Karlsplatz de Viena; como "Valentin" en la obra de Ferdinand Raimund Der Verschwender

Uno de sus más renombrados papeles fue el de Valentin en la pieza de Ferdinand Raimund Der Verschwender, y en particular su interpretación del "Hobellied", el número más famoso de la música compuesta por Conradin Kreutzer.
El papel teatral habitual de Girardi era el cómico. Trabajó siguiendo la tradición de Ferdinand Raimund y Johann Nestroy, y fue significativa su contribución a la popular opereta vienesa. Girardi encarnó a Blasoni en la obra de Johann Strauss II Cagliostro in Wien (1875), Andredl en la de Carl Millöcker Das verwunschene Schloss (1878), Jan Janicki en la de Millöcker El estudiante mendigo (1882), Benozzo en la de Millöcker Gasparone (1884), Kálmán Zsupán en la de Strauss El barón gitano (1885), Adam en la de Carl Zeller El pajarero (1891), y el papel del título en la de Edmund Eysler Bruder Straubinger (1903). 

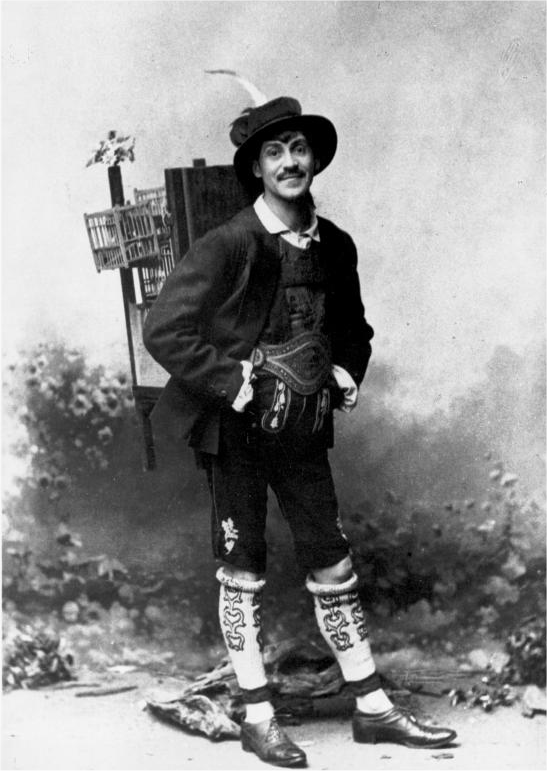
Girardi como Adam en Der Vogelhändler, de Carl Zeller

Al iniciarse la Primera Guerra Mundial Girardi se retiró de los escenarios y volvió a Graz. Dos meses antes de su muerte en 1918, fue llamado para hacer en el Burgtheater de Viena el papel de Fortunatus Wurzel en la pieza de Ferdinand Raimunds Der Bauer als Millionär.
Girardi estuvo casado con Helene Odilon. Odilon tuvo varias relaciones sentimentales, y consiguió el ingreso involuntario de Girardi en una institución mental basándose en un certificado expedido por Julius Wagner-Jauregg, que no había reconocido a Girardi. Odilon y Girardi se divorciaron en 1896. La actriz Katharina Schratt persuadió a Francisco José I de Austria para liberar a Girardi.
Girardi falleció en 1918 en Viena. Tenía 67 años de edad. Fue enterrado en el Cementerio Zentralfriedhof de Viena.